# Ljudmila Putina
Ljudmila Aleksandrovna Putina, nata Škrebneva (in russo Людми́ла Алекса́ндровна Пу́тина?, lʲʊdˈmʲilə ɐlʲɪkˈsandrəvnə pʊˈtʲinə; Kaliningrad, 6 gennaio 1958), è una politica russa.
È l'ex moglie di Vladimir Putin, presidente russo e già Primo Ministro della Russia, dal quale si è separata a seguito di un divorzio consensuale annunciato in via ufficiale il 6 giugno 2013.

## Biografia

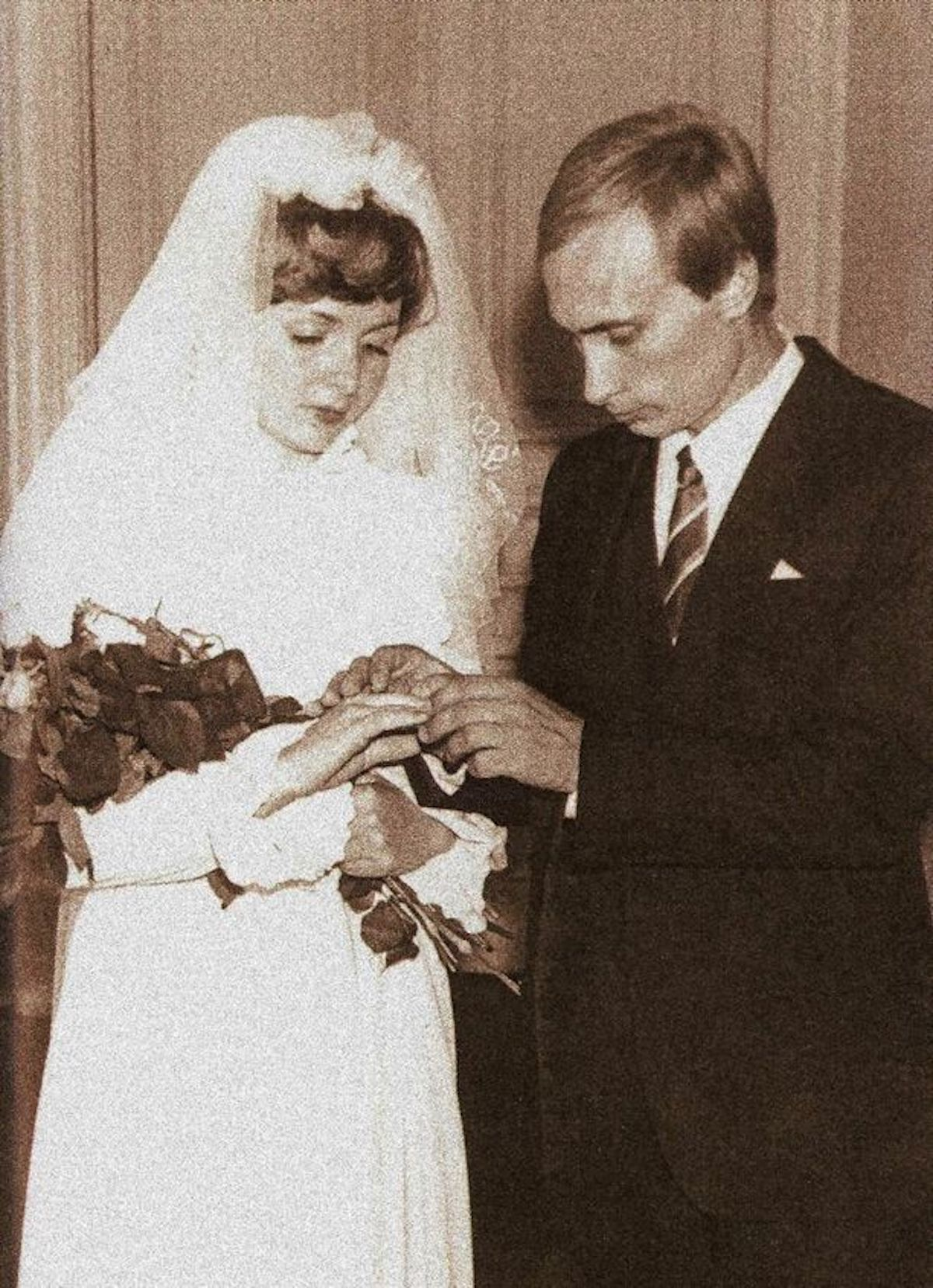
Il matrimonio il 28 luglio 1983

Nata a Kaliningrad, nell'allora Unione Sovietica. Ha studiato lingue e si è laureata nel 1986 nel campo della lingua spagnola e in filologia al Dipartimento di Filologia dell'Università di Stato di Leningrado.
Lyudmila ha iniziato a lavorare come assistente di volo per la filiale di Kaliningrad di Aeroflot.

### Matrimonio con Putin
Nel 1983 si è sposata con Vladimir Putin, conosciuto a Leningrado. Dal matrimonio sono nate due figlie, Maria, nata nel 1985, e Ekaterina (Katja), nata nel 1986 a Dresda, nell'allora Germania orientale. Queste hanno frequentato la Scuola tedesca di Mosca (Deutsche Schule Moskau) finché Putin non è stato nominato Primo ministro nel 1999. 
Nessuna loro immagine è mai stata pubblicata dai media russi e non è mai stato reso pubblico alcun ritratto di famiglia.

### First Lady
Dal 1990 al 1994, Ljudmila ha insegnato tedesco presso il Dipartimento di Filologia dell'Università Statale di Leningrado. Per alcuni anni prima della nomina di Vladimir a Primo Ministro della Russia nell'agosto 1999, è stata rappresentante di Mosca della società Telecominvest dal 1998 al 1999 dove, come unica dipendente dell'ufficio di Mosca, ha risposto alle telefonate e organizzato riunioni.

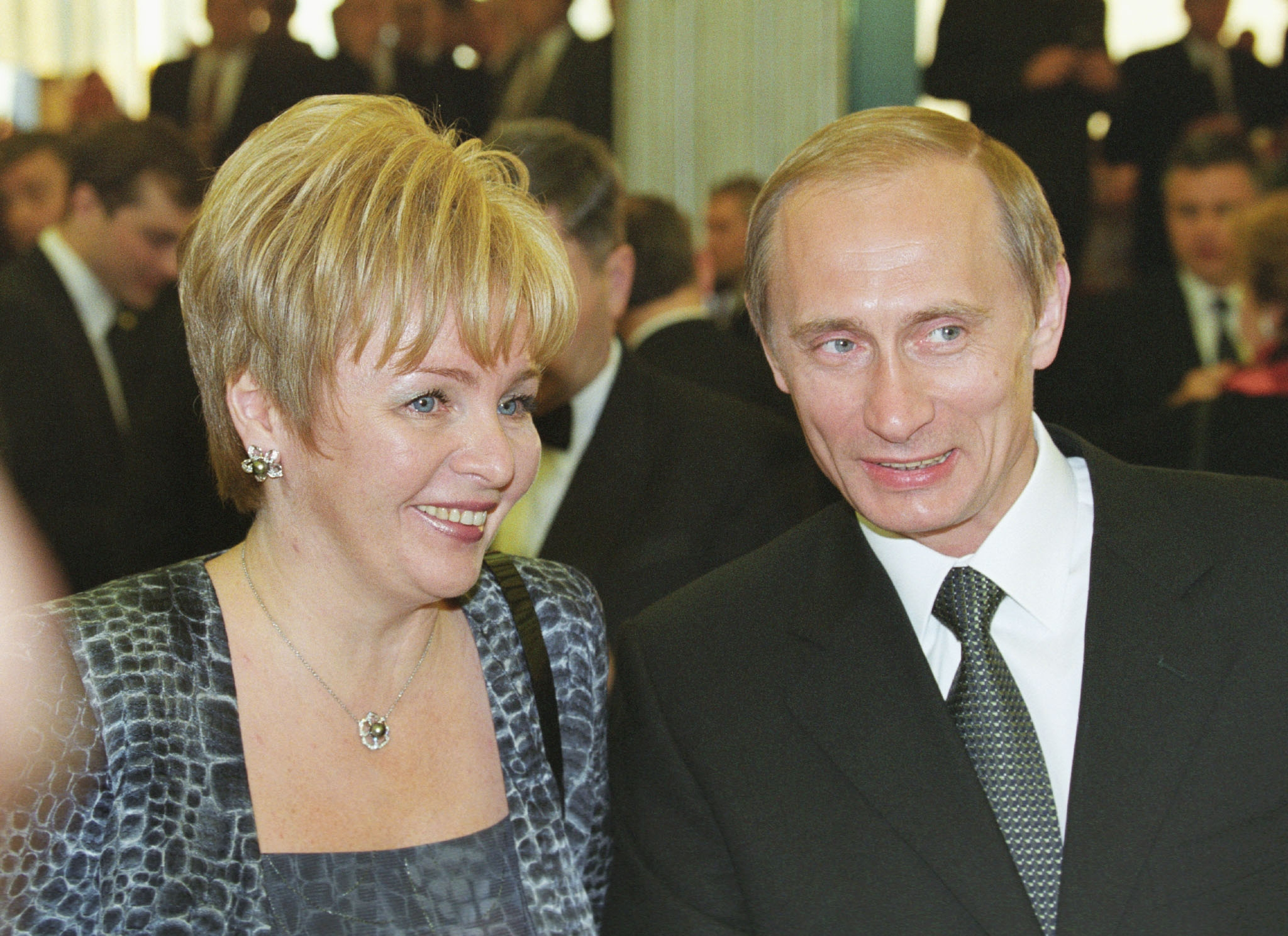
Lyudmila con Vladimir Putin il 7 maggio 2000

All'inizio del 1997 e in precedenza, lei, suo marito, la loro famiglia e la famiglia di Nikolaj Šamalov hanno goduto di vacanze a Davos, in Svizzera. Nel luglio 1998, lei, suo marito e la loro famiglia sono andati in vacanza nel sud della Francia, dove suo marito ha partecipato a importanti riunioni prima di diventare capo dell'FSB, dopo di che la famiglia Putin ha annullato la loro vacanza programmata di agosto a Davos.
Come First Lady, Ljudmila Putina è stata curatrice di un fondo che mirava a sviluppare la lingua russa e talvolta ha prodotto dichiarazioni riguardanti la lingua e l'istruzione russa. La sua preferenza per "mantenere e preservare" la lingua russa l'ha portata a fare dichiarazioni pubbliche contro la riforma ortografica. L'Accademia russa delle scienze ha sponsorizzato una commissione per studiare l'ortografia della lingua russa e proporre cambiamenti.

Le loro raccomandazioni sono state rese pubbliche nel 2002 dopo otto anni di lavoro, ma sono state successivamente respinte da Putina, che ha usato la fiorente economia russa come una delle sue ragioni per cui la riforma ortografica non era solo inutile ma prematura. Tuttavia, sebbene un giornale di Mosca abbia affermato che "Ljudmila Putin ha di fatto annullato qualsiasi tentativo di riformare l'ortografia", resta il fatto che la reazione pubblica e accademica alle riforme è stata sufficientemente negativa da far abbandonare quel particolare tentativo di riforma.

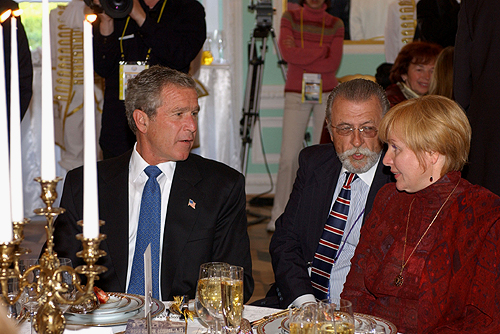
Il Presidente USA George W. Bush e Ljudmila ad un pranzo ufficiale in onore dei Capi di Stato giunti a San Pietroburgo per i 300 anni della città nel 2003.

### Divorzio
Il 6 giugno 2013, Škrebneva e Putin hanno pubblicamente annunciato la fine del loro matrimonio, sulla base di una decisione da ambe le parti. L'annuncio del divorzio è stato svolto dai due al Palazzo del Cremlino di Stato durante l'intervallo tra il primo e il secondo atto di uno spettacolo della Compagnia di Ballo del Cremlino, ponendo fine ad anni di pettegolezzi e speculazioni sulla loro relazione.
Nell'aprile 2014, il Cremlino ha confermato che il loro divorzio era stato compiuto.

### Secondo matrimonio
Nel gennaio 2016, diverse testate giornalistiche hanno riferito che Škrebneva si era risposata, con tale Artur Ocheretny (nato il 29 marzo 1978), all'inizio del 2015.

### Oggi
A seguito dell'invasione russa dell'Ucraina, il 13 maggio 2022 Škrebneva è stata sanzionata dal Regno Unito: infatti, il Foreign, Commonwealth and Development Office ha suggerito che la donna avrebbe "beneficiato di relazioni commerciali preferenziali con entità statali".

## Proprietà finanziarie e affari
Secondo l'agenzia di stampa inglese Reuters, Škrebneva ha contribuito a creare la fondazione, che tuttora supporta, chiamata "Centro per lo sviluppo delle comunicazioni interpersonali" (CDIC) che genera milioni di dollari e favorisce la comunicazione pacifica della Russia con gli altri Stati. Gli uffici del CDIC si trovano nel centro di Mosca, nell'edificio precedentemente noto come Volkonsky House, che è di proprietà di Škrebneva, e tuttora l'impresa posseduta da una donna più grande d'Europa. L'edificio, che un tempo era appartenuto al nonno del celebre scrittore Lev Tolstoj, era elencato nel registro del patrimonio culturale russo ma è stato completamente ricostruito nel 2013 su ordine della donna, che ne ha aumentato l'altezza da due piani a quattro, nonostante numerose obiezioni e proteste da parte dei cittadini di Mosca, tra cui un appello senza risposta a Vladimir Putin firmato da 200 personaggi famosi della scienza e della cultura della città.
L'edificio è occupato principalmente dagli uffici di esponenti commerciali, tra cui gli enti russi VTB Bank e Sberbank. L'affitto di un ufficio all'interno dell'edificio, secondo le stime, ammonta a circa 3-4 milioni di dollari.
A presiedere il consiglio di amministrazione del CDIC è Artur Ocheretny, il secondo marito della proprietaria.

## Onorificenze
Inoltre la politica è stata insignita dei seguenti riconoscimenti:
- Russia: Medaglia Guerriero d'Oro (2005)[11]
- Germania: vincitore del premio Jacob Grimm (2002)
- Kirghizistan: Vincitore del premio "Rukhaniyat" dell'Associazione Internazionale per la Rinascita della Spiritualità (2002)
- Kazakistan: Professore onorario dell'Università nazionale eurasiatica intitolata a Gumilev (2005)[12]